# Capitán (Nuevo México)
Capitán es una villa ubicada en el condado de Lincoln en el estado estadounidense de Nuevo México. En el Censo de 2010 tenía una población de 1489 habitantes y una densidad poblacional de 178,65 personas por km².
Se encuentra al norte del Bosque Nacional de Lincoln entre la sierra Capitana y la sierra del Sacramento .

## Geografía
Capitán se encuentra ubicada en las coordenadas 33°32′21″N 105°35′55″O / 33.53917, -105.59861. Según la Oficina del Censo de los Estados Unidos, Capitán tiene una superficie total de 8.33 km², de la cual 8.33 km² corresponden a tierra firme y (0%) 0 km² es agua.

## Demografía
Según el censo de 2010, había 1489 personas residiendo en Capitán. La densidad de población era de 178,65 hab./km². De los 1489 habitantes, Capitán estaba compuesto por el 84.35% blancos, el 0.47% eran afroamericanos, el 0.94% eran amerindios, el 0.07% eran asiáticos, el 0% eran isleños del Pacífico, el 10.81% eran de otras razas y el 3.36% pertenecían a dos o más razas. Del total de la población el 24.78% eran hispanos o latinos de cualquier raza.